# Tappenkarseehütte
Die Tappenkarseehütte ist eine Schutzhütte der Sektion Edelweiss des Österreichischen Alpenvereins auf 1820 m ü. A. Höhe gelegen in den Radstädter Tauern.

## Charakteristik
Die Tappenkarseehütte liegt im Talkessel des Tappenkarsees an dem als Zentralalpenweg bezeichneten österreichischen Weitwanderweg 02 und wird von der in Wien beheimateten Sektion Edelweiss des ÖAV betreut. Sie ist eine Schutzhütte der Kategorie I und bietet während der Sommersaison 71 Übernachtungsplätze an, davon 32 Zimmer- und 39 Matratzenlager. Der Winterraum der Hütte umfasst 16 Übernachtungsmöglichkeiten und ist nur mittels eines Alpenvereinsschlüssels zugänglich.

## Geschichte

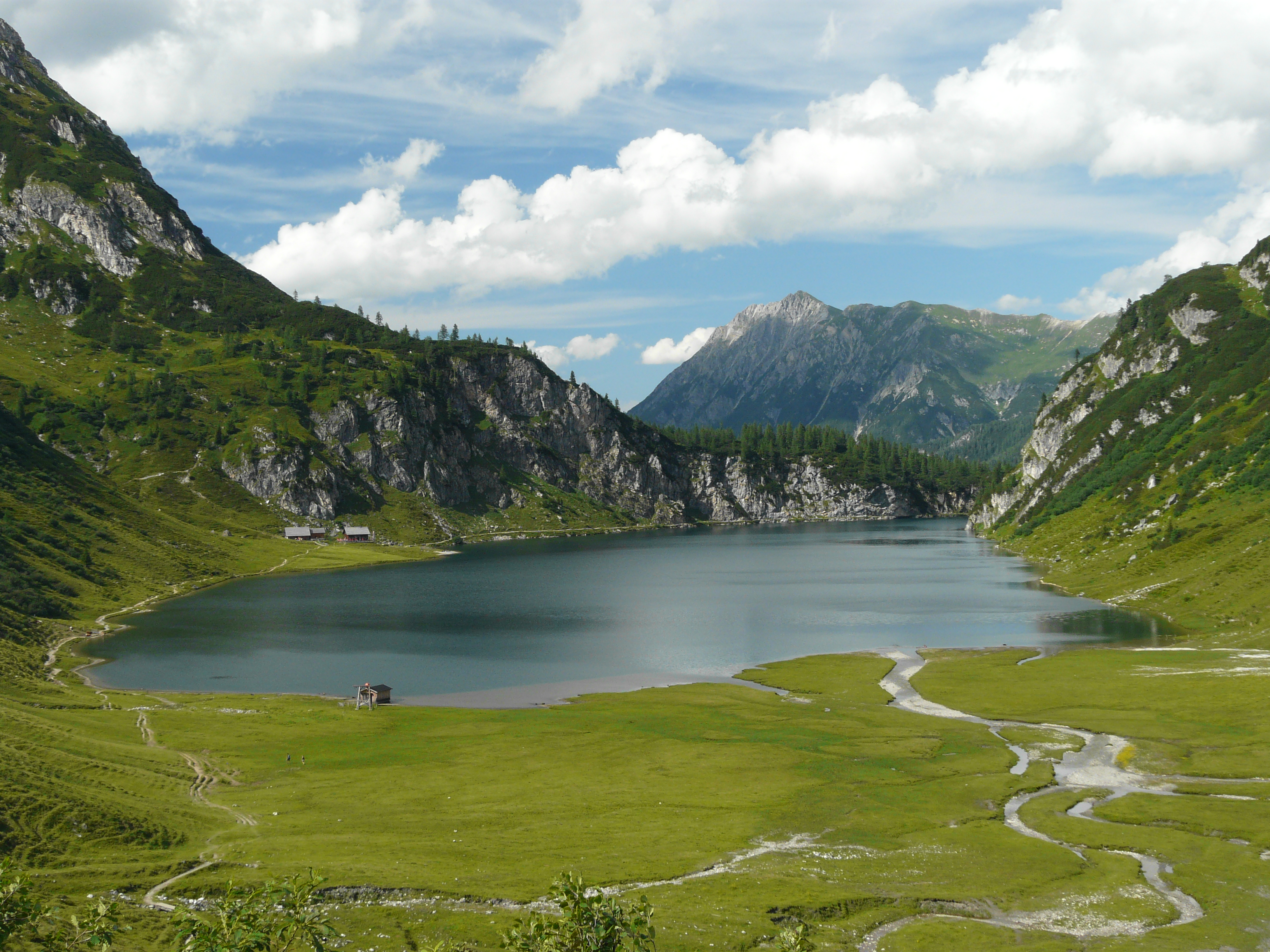
Der Tappenkarsee

Eine erste Schutzhütte am Tappenkarsee war in den Jahren 1932/1933 nahe dessen Südufer errichtet worden. Bauherr dieser Hütte war die Sektion Dresden des DuOeAV. Nach dem Ende des Zweiten Weltkriegs erfolgte dann ein von den alliierten Siegermächten erzwungener Besitzerwechsel: Die Hütte wurde dem Eigentum der Sektion Dresden entzogen, ebenso wie alle anderen Alpenvereinshütten in Österreich auch, die sich zu diesem Zeitpunkt im Eigentum von Sektionen des DAV befunden hatten. Die Hütte ging daraufhin in den Besitz der Sektion Pongau des ÖAV über.
Durch einen Lawinenabgang wurde die Hütte zu Weihnachten 1947 so schwer in Mitleidenschaft gezogen, dass es nicht mehr möglich war, sie danach noch weiter zu bewirtschaften. In den Folgejahren unterblieb eine Neuerrichtung der Hütte und die Sektion Pongau des ÖAV bemühte sich schließlich um einen Besitzerwechsel, der zur Übernahme der Hütte durch eine größere und wirtschaftlich leistungsfähigere Sektion führen sollte. Die deswegen im Jahr 1950 mit der Sektion Edelweiss des ÖAV aufgenommenen Verhandlungen zogen sich allerdings über einen längeren Zeitraum hin und wurden zusätzlich auch noch dadurch verkompliziert, dass die Neuerrichtung der Hütte an ihrem alten Standort nicht mehr zulässig war. Erst im Januar 1952 konnten diese Verhandlungen erfolgreich abgeschlossen werden und im Rahmen dieser Vereinbarungen wurde ein 1180 m² großes Ersatzgrundstück von der Alpgenossenschaft gekauft. Auf diesem deutlich oberhalb der Uferlinie des Tappenkarsees gelegenen Grundstück wurde schließlich in den Jahren 1953/1954 die heutige Hüttenanlage errichtet. Zur Vergrößerung der vorhandenen Übernachtungs- und Gastraumkapazitäten wurde diese dann 1983 noch einmal durch einen Hüttenanbau vergrößert.
Während des Winters 1999/2000 verursachte ein weiterer Lawinenabgang erneute Schäden: Zum einen wurde dabei die Bergstation des vom Ufer des Tappenkarsees zur Hütte hochführenden Materialliftes zerstört, zum anderen wurde auch die Hütte selbst erheblich in Mitleidenschaft gezogen. Noch im Frühjahr 2000 wurden diese Schäden wieder beseitigt und auch die für die Versorgung der Hütte unverzichtbare Bergstation des Materialliftes wurde wiederhergestellt. Im Jahr 2008 fanden schließlich Ausbaumaßnahmen in und an der Hütte statt, im Zuge derer unter anderem eine neue Terrasse errichtet wurde.

## Aufstiege

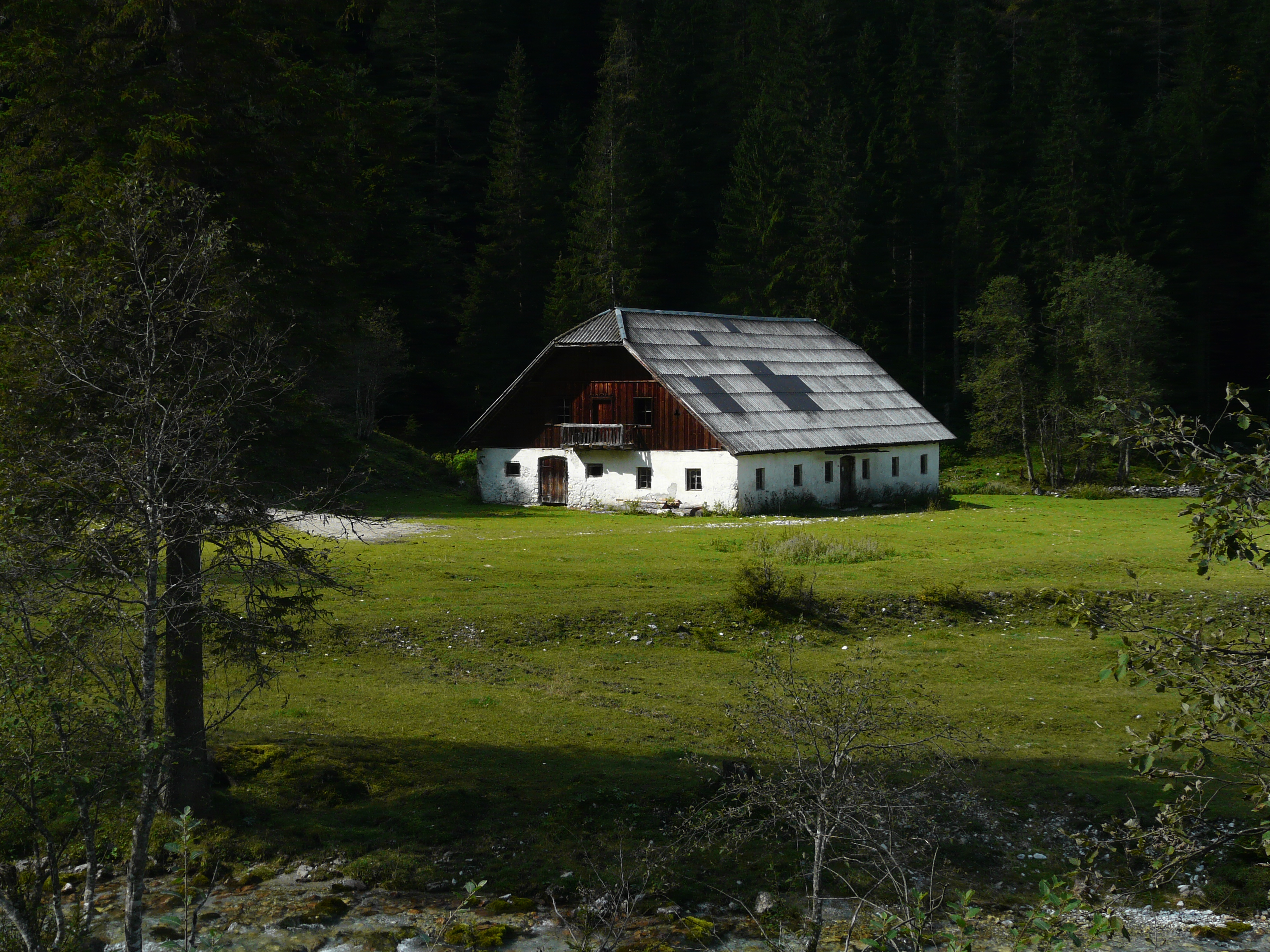
Die Schwabalm

- Von Norden her durch das Kleinarltal
- von dem nahe der Schwabalm gelegenen Pkw-Parkplatz an der Talstation der Materialseilbahn (1220 m) aus, in 2 Stunden
- vom Jägersee (1097 m) aus, in 3 Stunden
- von Kleinarl (1008 m) aus, in 4 Stunden
- Von Westen her aus dem Großarltal
- von Karteis (1055 m) aus, in 4 Stunden

## Benachbarte Hütten
Die Nachbarhütten der Tappenkarseehütte sind:
- die Franz-Fischer-Hütte (2020 m), in 3 Stunden
- die Sticklerhütte (1750 m), in 6½ Stunden
- die Osnabrücker Hütte (2032 m), in 8 Stunden
- das Albert-Biwak (2482 m), in 6 Stunden
- die Kattowitzer Hütte (2360 m)
- die Kleinarler Hütte (1756 m)
- die Filzmoosalm (1710 m)

## Gipfeltouren
- Weißgrubenkopf, 2369 m, in 2 Stunden
- Gurenstein, 2220 m, in 1½ Stunden
- Glingspitze, 2433 m, in 2½ Stunden
- Nebelkareck, 2536 m, in 4 Stunden
- Draugstein, 2356 m, in 3 Stunden
- Kreuzeck, 2204 m, in 1½ Stunden